# Chi Sơn linh
Sonerila là chi thực vật có hoa trong họ Mua. Chi này được William Roxburgh miêu tả và được xuất bản trong Flora Indica; or descriptions of Indian Plants 1: 180. 1820.

## Các loài
- Sonerila cantonensis Stapf
- Sonerila erecta Jack
- Sonerila hainanensis Merr.
- Sonerila maculata Roxb.
- Sonerila plagiocardia Diels
- Sonerila primuloides C.Y. Wu ex C. Chen